# Danh sách đội tuyển bóng đá nam quốc gia
Dưới đây là danh sách đội tuyển bóng đá nam quốc gia trên thế giới, bao gồm các đội tuyển đang tồn tại hoặc đã giải thể, sáp nhập hay được kế thừa bởi các đội tuyển khác.

## Thành viên chính thức của FIFA

Bản đồ các liên đoàn thành viên khu vực

Hiện nay có 211 đội tuyển bóng đá quốc gia tham gia vào FIFA, tổ chức thể thao lớn nhất thế giới và là tổ chức đông thành viên nhất, kể cả Liên Hợp Quốc nếu không xét đến lĩnh vực bóng đá. Các đội tuyển bóng đá quốc gia thành viên của FIFA đều có đủ tư cách để tham gia vào Giải vô địch bóng đá thế giới và các trận đấu diễn ra giữa các đội tuyển được FIFA công nhận là các trận đấu quốc tế. Dựa trên kết quả các trận đấu diễn ra trong 4 năm gần nhất, Bảng xếp hạng bóng đá nam FIFA được công bố hàng tháng để so sánh sức mạnh và sự phát triển của các đội bóng.
Mỗi đội tuyển quốc gia cũng được sắp xếp vào 6 liên đoàn bóng đá dựa theo vị trí địa lý. Tuy nhiên, cũng có một số trường hợp ngoại lệ khi có nước thành viên gia nhập một liên đoàn bóng đá ở khu vực khác về địa lý:
- Châu Á - Liên đoàn bóng đá châu Á (AFC)
- Châu Phi - Liên đoàn bóng đá châu Phi (CAF)
- Bắc Mỹ, Trung Mỹ và Caribe - Liên đoàn bóng đá Bắc, Trung Mỹ và Caribe (CONCACAF)
- Nam Mỹ - Liên đoàn bóng đá Nam Mỹ (CONMEBOL)
- Châu Đại Dương - Liên đoàn bóng đá châu Đại Dương (OFC)
- Châu Âu - Liên đoàn bóng đá châu Âu (UEFA)

Ngoài ra còn có 22 quốc gia Ả Rập ở Châu Phi và Châu Á là thành viên của Hiệp hội các liên đoàn bóng đá Ả-rập (UAFA).
Bên cạnh Giải vô địch bóng đá thế giới được FIFA tổ chức để tìm ra đội vô địch thế giới, mỗi liên đoàn cũng tổ chức giải đấu của riêng mình để tìm ra đội mạnh nhất trong số các thành viên:
- AFC - Cúp bóng đá châu Á
- CAF - Cúp bóng đá châu Phi
- UAFA - Cúp các quốc gia Ả-Rập
- CONCACAF - Cúp Vàng CONCACAF
- CONMEBOL - Cúp bóng đá Nam Mỹ
- OFC - Cúp bóng đá châu Đại Dương
- UEFA - Giải vô địch bóng đá châu Âu

### Liên đoàn bóng đá châu Á (AFC)
Bao gồm 47 thành viên ở châu Á, ngoại trừ Síp và Israel nhưng lại bao gồm cả Úc. Dựa theo vị trí địa lý của khu vực Châu Á, AFC được chia làm 5 liên đoàn thành viên:
- Liên đoàn bóng đá Đông Nam Á (AFF) là tổ chức quản lý bóng đá khu vực Đông Nam Á (kể cả Úc).
- Liên đoàn bóng đá Đông Á (EAFF) là tổ chức quản lý bóng đá khu vực Đông Á.
- Liên đoàn bóng đá Tây Á (WAFF) là tổ chức quản lý bóng đá khu vực Tây Á.
- Hiệp hội bóng đá Trung Á (CAFA) là tổ chức quản lý bóng đá khu vực Trung Á.
- Liên đoàn bóng đá Nam Á (SAFF) là tổ chức quản lý bóng đá khu vực Nam Á.

| - Ả Rập Xê Út2 - Afghanistan - Ấn Độ - Bahrain2 - Bangladesh - Quần đảo Bắc Mariana7 - Bhutan - Brunei - Campuchia - Đông Timor - Guam - Hàn Quốc6(b) | - Hồng Kông5(a) - Indonesia - Iran - Iraq2 - Jordan2 - Kuwait2 - Kyrgyzstan - Lào - Liban2 - Ma Cao5(b) - Malaysia - Maldives | - Mông Cổ - Myanmar - Nepal - Nhật Bản - Oman2 - Pakistan - Palestine2 - Philippines - Qatar2 - Singapore - Sri Lanka - Syria2 | - Tajikistan - Thái Lan - CHDCND Triều Tiên6(a) - Đài Bắc Trung Hoa4 - Trung Quốc3 - Turkmenistan - CTVQ Ả Rập Thống nhất2 - Úc1 - Uzbekistan - Việt Nam - Yemen2 |

1: Tên cũ khi còn là thành viên OFC (gia nhập AFC năm 2006)

2: Thành viên của Liên hiệp các hiệp hội bóng đá Ả Rập (UAFA)

3: Tên chính thức được sử dụng bởi FIFA và AFC cho Cộng hòa Nhân dân Trung Hoa

4: Tên chính thức được sử dụng bởi FIFA và AFC cho Đài Loan; thành viên OFC từ 1975-1989

5: Tên chính thức được sử dụng bởi FIFA và AFC; Tên chính thức được sử dụng bởi EAFF là "Hồng Kông, Trung Quốc" (a) và "Ma Cao, Trung Quốc" (b)

6: Tên chính thức được sử dụng bởi FIFA và AFC cho Bắc Triều Tiên (a) và Nam Triều Tiên (b)

7: Thành viên của AFC nhưng không phải thành viên FIFA

### Liên đoàn bóng đá châu Phi (CAF)
Được thành lập ngày 19 tháng 8 năm 1957, CAF bao gồm 54 thành viên. Dựa theo vị trí địa lý của Châu Phi, CAF được chia thành 5 liên đoàn khu vực:
- Hội đồng các hiệp hội bóng đá Đông và Trung Phi (CECAFA) đại diện cho các quốc gia Đông Phi và một vài quốc gia Trung Phi
- Hội đồng các hiệp hội bóng đá Nam Phi (COSAFA) đại diện cho các quốc gia và các đảo ở Nam Phi
- Liên hiệp bóng đá Tây Phi (WAFU) đại diện cho các quốc gia Tây Phi
- Liên hiệp các liên đoàn bóng đá Bắc Phi (UNAF) đại diện cho các quốc gia thuộc khu vực Bắc Phi
- Liên hiệp các liên đoàn bóng đá Trung Phi (UNIFFAC) đại diên cho một số quốc gia Trung Phi

| - Ai Cập1 - Algérie1 - Angola - Bénin - Botswana - Bờ Biển Ngà - Burkina Faso - Burundi - Cameroon - Cabo Verde - Comoros1 - Trung Phi - Cộng hòa Congo2 - Cộng hòa Dân chủ Congo | - Djibouti1 - Eritrea - Ethiopia - Gabon - Gambia - Ghana - Guinée - Guiné-Bissau - Guinea Xích Đạo - Kenya - Lesotho - Liberia - Libya - Madagascar | - Malawi - Mali - Maroc - Mauritanie1 - Mauritius - Mozambique - Nam Phi - Nam Sudan - Namibia - Niger - Nigeria - Réunion3 - Rwanda - São Tomé và Príncipe | - Sénégal - Seychelles - Sierra Leone - Somalia1 - Sudan1 - Eswatini - Tanzania - Tchad - Togo - Tunisia1 - Uganda - Zambia - Zimbabwe - Zanzibar |

1: Thành viên của UAFA

2: Tên chính thức được sử dụng bởi FIFA và CAF cho Cộng hòa Congo

3: Thành viên của CAF nhưng không phải thành viên FIFA

Ghi chú:  Zanzibar là thành viên của CAF từ 2004 đến 2005 sau đó là thành viên không chính thức của CAF từ năm 2007 đến 2009. Đội từng là thành viên của NF-Board.

### Liên đoàn bóng đá Bắc, Trung Mỹ và Caribe (CONCACAF)
CONCACAF được chia thành 3 liên đoàn khu vực:
- Liên đoàn bóng đá Caribe (CFU) đại diện cho tất cả các nước vùng Caribe
- Liên đoàn bóng đá Bắc Mỹ (NAFU) đại diện cho ba quốc gia vùng Bắc Mỹ
- Liên đoàn bóng đá Trung Mỹ (UNCAF) đại diện cho bảy quốc gia khu vực Trung Mỹ

| - Anguilla - Antigua và Barbuda - Aruba - Bahamas - Barbados - Belize - Bermuda - Bonaire1 - Canada - Costa Rica - Cộng hòa Dominica | - Cuba - Curaçao - Dominica - El Salvador - Grenada - Guadeloupe1 - Guyana - Guyane thuộc Pháp1 - Guatemala - Haiti | - Hoa Kỳ - Honduras - Jamaica - Martinique1 - México - Montserrat - Nicaragua - Panama - Puerto Rico - Quần đảo Cayman | - Quần đảo Turks và Caicos - Quần đảo Virgin thuộc Anh - Quần đảo Virgin thuộc Mỹ - Saint Kitts và Nevis - Saint Lucia - Saint-Martin1 - Saint Vincent và Grenadines - Sint Maarten1 - Suriname - Trinidad và Tobago |

1: Thành viên chính thức của CONCACAF nhưng không phải thành viên FIFA

### Liên đoàn bóng đá Nam Mỹ (CONMEBOL)
- Argentina
- Bolivia
- Brasil
- Chile
- Colombia
- Ecuador
- Paraguay
- Perú
- Uruguay
- Venezuela

### Liên đoàn bóng đá châu Đại Dương (OFC)
| - Fiji - Kiribati1,2,3 - Nouvelle-Calédonie - New Zealand4 - Niue1, 3 - Papua New Guinea - Quần đảo Cook | - Quần đảo Solomon - Samoa - Samoa thuộc Mỹ - Tahiti - Tonga - Tuvalu1,2,3 - Vanuatu |

 
1: Thành viên của OFC nhưng không phải thành viên FIFA

2: Thành viên không chính thức của ConIFA

3: Chưa từng tham gia giải đấu nào của OFC hay FIFA

4: Thành viên của AFC từ 1964 đến 1966

### Liên đoàn bóng đá châu Âu (UEFA)
| - Albania - Andorra - Anh - Áo - Armenia3 - Azerbaijan3 - Ba Lan - Bắc Ireland - Belarus - Bỉ - Bosna và Hercegovina - Bồ Đào Nha - Bulgaria - Croatia | - Cộng hòa Ireland - Cộng hòa Séc - Đan Mạch - Đức - Estonia - Gibraltar - Gruzia3 - Hà Lan - Hungary - Hy Lạp - Iceland - Israel1 3 - Kazakhstan2 3 - Kosovo | - Latvia - Liechtenstein - Litva - Luxembourg - Bắc Macedonia - Malta - Moldova - Montenegro - Na Uy - Nga - Pháp - Phần Lan - Quần đảo Faroe - România | - San Marino - Scotland - Serbia - Síp - Slovakia - Slovenia - Tây Ban Nha - Thổ Nhĩ Kỳ3 - Thụy Điển - Thụy Sĩ - Ukraina - Wales - Ý |  |

1: Thành viên cũ của AFC (AFC 1954-1974; gia nhập UEFA vào năm 1994)

2: Thành viên cũ của AFC (AFC 1998-2002; gia nhập UEFA vào năm 2002).

3: Các đội là quốc gia nằm ở khu vực lãnh thổ châu Á.

## Các đội tuyển không thuộc các liên đoàn châu lục của FIFA

### Các nước thuộc Liên Hợp Quốc
Bảy thành viên và quốc gia, lãnh thổ quan sát viên Liên Hợp Quốc không phải là thành viên của FIFA hay bất kỳ liên đoàn châu lục nào. Sáu trong số này từng cử đại diện tham dự các trận giao hữu không chính thức, các giải đấu cấp Olympic (ví dụ như Đại hội Thể thao Thái Bình Dương hay Đại hội Thể thao Micronesia), hoặc tại các giải đấu ngoài sự kiểm soát của FIFA. Bảy đội này bao gồm:
- Micronesia
- Monaco1
- Palau
- Anh Quốc2
- Vatican

1: Liên đoàn bóng đá là thành viên của ConIFA

2: Không hề có đội tuyển bóng đá quốc gia Vương quốc Liên hiệp Anh và Bắc Ireland có các trận giao hữu không chính thức dưới tên "Great Britain". Có một đội đại diện cho toàn thể Vương quốc Liên hiệp Anh và Bắc Ireland tham gia Thế vận hội (lần gần nhất là Thế vận hội Mùa hè 2012); mặt khác, Vương quốc Liên hiệp Anh và Bắc Ireland được đại diện bởi các đội tuyển riêng biệt của mỗi quốc gia trong vương quốc bao gồm gồm  Anh,  Scotland,  Wales và  Bắc Ireland.
Quần đảo Marshall và Nauru là những quốc gia thành viên Liên Hợp Quốc mà không có đội tuyển bóng đá quốc gia tham gia thi đấu.

### Các nước không thuộc Liên Hợp Quốc
Có mười một quốc gia được công nhận hạn chế, có chủ quyền de facto không phải thành viên hay quan sát viên của Liên Hợp Quốc. Bốn trong số các quốc gia này có đội tuyển được liệt kê bên trên:  Trung Hoa Dân Quốc (Đài Loan), thành viên của FIFA và AFC thi đấu dưới tên gọi  Đài Bắc Trung Hoa;  Quần đảo Cook, thành viên của FIFA và OFC;  Kosovo, thành viên của FIFA và UEFA; và  Niue, không phải thành viên FIFA nhưng là thành viên dự khuyết của OFC.
Bảy quốc gia còn lại không phải là thành viên FIFA hay bất cứ liên đoàn châu lục nào, trong đó sáu quốc gia có đại diện thi đấu các trận đấu bóng đá ngoài FIFA:
- Abkhazia1
- Artsakh1
- Bắc Síp1
- Somaliland1
- Nam Ossetia1
- Tây Sahara1

1: Liên đoàn bóng đá quốc gia là thành viên của ConIFA

Transnistria là quốc gia trên thực tế cũng thuộc ConIFA, tuy nhiên chưa có đội tuyển quốc gia.

## Các đội tuyển bóng đá quốc gia cũ
Các đội tuyển quốc gia sau không còn tồn tại do quốc gia hoặc vùng lãnh thổ mà nó đại diện đã bị giải thể.
| Đội tuyển cũ                                                      | Đội kế thừa               | Các đội kế tục khác | Ghi chú |
| ----------------------------------------------------------------- | ------------------------- | --- | --- |
| Tiệp Khắc                                                         | Cộng hòa Séc · Slovakia   | Cộng hòa Séc · Slovakia | Đại diện cho Tiệp Khắc cho tới khi nước này tan rã thành Cộng hòa Séc và Slovakia vào năm 1993. |
| Saar                                                              | Tây Đức                   | | Đại diện cho Vùng bảo hộ Saarland từ năm 1950 đến năm 1956 trước khi hợp nhất với Cộng hòa Liên bang Đức. |
| Tây Đức                                                           | Đức                       | | Đại diện cho Tây Đức từ năm 1950 cho tới năm 1990, trước khi thống nhất với Đông Đức. Được coi là đội kế tục của đội tuyển Đức (giai đoạn 1908-1942). |
| Đông Đức                                                          |                           | Đức | Đại diện cho Đông Đức từ năm 1952 đến năm 1990, trước khi thống nhất với Tây Đức cùng năm 1990. |
| Ireland                                                           | Bắc Ireland               | Cộng hòa Ireland | Đại diện cho Ireland từ năm 1882. Sau khi Nhà nước Tự do Ireland (sau này là Cộng hòa Ireland) tách khỏi Vương quốc Liên hiệp Anh vào năm 1922, đội tiếp tục lựa chọn các cầu thủ trên khắp Ireland cho tới năm 1953 khi trở thành Bắc Ireland dưới áp lực của FIFA.                                                                          |
| Mã Lai                                                            | Malaysia                  | | Đại diện cho Liên bang Malaya từ 1953 tới khi hợp nhất với Sarawak, Bắc Borneo và Singapore để thành lập nên Malaysia vào năm 1963. Tuy nhiên, Singapore, nước giành độc lập vào năm 1965, vẫn giữ nguyên đội tuyển từng tồn tại trước đó. |
| Tanganyika                                                        | Tanzania                  | | Đại diện cho Tanganyika cho tới khi nước này hợp nhất với Zanzibar thành Tanzania năm 1964. Zanzibar là thành viên dự khuyết của CAF nhưng không thuộc FIFA. |
| Ủy nhiệm Palestine                                                | Israel                    | Palestine | Đại diện cho Ủy nhiệm Palestine thuộc Anh từ năm 1934 tới khi Nhà nước Israel ra đời năm 1948. Đội tuyển đại diện cho các lãnh thổ Palestine được thành lập năm 1953 và trực thuộc FIFA từ năm 1998. |
| Việt Nam Dân chủ Cộng hòa                                         | Việt Nam                  | | Đại diện cho Bắc Việt Nam từ năm 1956 cho tới khi thống nhất với Nam Việt Nam vào năm 1976. |
| Việt Nam Cộng hòa                                                 |                           | Việt Nam | Đại diện cho Nam Việt Nam từ năm 1947 cho tới khi thống nhất với Bắc Việt Nam vào năm 1976. |
| Bắc Yemen                                                         | Yemen                     | | Đại diện cho Bắc Yemen từ năm 1965 cho tới khi thống nhất với Nam Yemen vào năm 1990. |
| Nam Yemen                                                         |                           | Yemen | Đại diện cho Nam Yemen từ năm 1965 cho tới khi thông nhất với Bắc Yemen vào năm 1990. |
| Cộng hòa Ả Rập Thống nhất                                         | Ai Cập                    | Syria | Đại diện cho Cộng hòa Ả Rập Thống nhất từ 1958 tới 1961 cho tới khi Syria li khai. Đội được xem là đội nối tiếp bước đường của Ai Cập trước đó, và Ai Cập cũng là đội kế tục của CH Ả Rập Thống nhất. Đội tiếp tục thi đấu với tên Cộng hòa Ả Rập Thống nhất tới năm 1970.                                                                    |
| Liên Xô                                                           | SNG                       | Estonia · Latvia · Litva | Đại diện cho Liên Xô từ năm 1924 cho tới khi nước này giải thể năm 1991. được coi là đội kế tục của đại diện Đế quốc Nga. |
| SNG                                                               | Nga                       | Armenia · Azerbaijan · Belarus · Gruzia · Kazakhstan · Kyrgyzstan · Moldova · Tajikistan · Turkmenistan · Ukraina · Uzbekistan | Đại diện cho Cộng đồng các Quốc gia Độc lập và Gruzia vào năm 1992 cho tới khi được chia tách thành các đội tuyển quốc gia riêng biệt. |
| Nam Tư                                                            | Cộng hòa Liên bang Nam Tư | Bosna và Hercegovina · Croatia · Bắc Macedonia · Slovenia                                                                      | Đại diện cho Nam Tư từ năm 1920 đến năm 1992, Trước khi Cộng hòa Liên bang Xã hội chủ nghĩa Nam Tư tan rã thành Bosna và Hercegovina, Croatia, Cộng hòa Liên bang Nam Tư, Macedonia và Slovenia. |
| Cộng hòa Liên bang Nam Tư, sau đổi tên thành Serbia và Montenegro | Serbia                    | Montenegro · Kosovo | Đại diện cho Cộng hòa Liên bang Nam Tư hay còn được gọi là Serbia và Montenegro sau năm 2003, đến năm 2006 nước này tách thành Serbia và Montenegro. |
| Antille thuộc Hà Lan                                              | Curaçao                   | Bonaire · Sint Maarten | Đại diện cho Antille thuộc Hà Lan cho tới khi quốc gia tan rã vào năm 2010. Tên cũ "Curaçao" được phục hồi vào tháng 3 năm 2011 khi Curaçao đón nhận vị trí của Antille thuộc Hà Lan tại FIFA và CONCACAF. Các đội tuyển đại diện cho Bonaire và Sint Maarten là thành viên chính thức của CONCACAF, nhưng không phải là thành viên của FIFA. |

Ghi chú: bốn Đội tuyển  Nam Yemen;  Đông Đức;  Việt Nam Cộng hòa;  Saar được FIFA liệt kê vào các đội đã không còn tồn tại và thành tích không được chuyển dồn cho bất cứ đội nào.

### Tên gọi mới
- Bắc Rhodesia →  Zambia vào năm 1964
- Bờ Biển Vàng →  Ghana vào năm 1957
- Congo thuộc Bỉ →  Congo-Leopoldville vào năm 1960 → [[File:|23x15px|border |alt=|link=]] Congo-Kinshasa vào năm 1963 →  Zaire vào năm 1971 →  CHDC Congo vào năm 1997
- Campuchia →  Khmer vào năm 1970 →  Kampuchea vào năm 1975→ Campuchia vào năm 1979
- Gambia thuộc Anh →  Gambia vào năm 1965
- Ceylon →  Sri Lanka vào năm 1972
- CHLB Nam Tư →  Serbia và Montenegro vào năm 2003
- Congo thuộc Pháp →  Congo-Brazzaville vào năm 1960→  Cộng hòa Congo vào năm 1992
- Cộng hòa Ả Rập Thống nhất →  Ai Cập vào năm 1972
- Curaçao →  Antille thuộc Hà Lan vào năm 1948
- Dahomey →  Bénin vào năm 1975
- Đế quốc Nga →  Liên Xô vào năm 1923
- Đông Ấn Hà Lan →  Indonesia vào năm 1949
- Đức →  Tây Đức vào năm 1950 →  Đức vào năm 1990
- FLN →  Algérie vào năm 1962
- Guiana thuộc Anh →  Guyana vào năm 1966
- Guiné thuộc Bồ Đào Nha →  Guiné-Bissau vào năm 1975
- Togoland thuộc Pháp →  Togo vào năm 1960
- Macedonia →  Bắc Macedonia vào năm 2019
- Madagascar →  Cộng hòa Malagasy vào năm 1958 →  Madagascar vào năm 1975
- Malaya →  Malaysia vào năm 1963
- Miến Điện (Burma) →  Myanmar vào năm 1989
- Tân Hebrides →  Vanuatu vào năm 1980
- Nhà nước Tự do Ireland →  Cộng hòa Ireland vào năm 1937
- Nyasaland →  Malawi vào năm 1966
- Nam Rhodesia →  Rhodesia vào năm 1964→ Zimbabwe vào năm 1980
- Palestine/Eretz Israel→  Israel vào năm 1948
- Somaliland thuộc Pháp →  Djibouti vào năm 1977
- Surinam →  Suriname vào năm 1975
- Tanganyika →  Tanzania sau khi nước này thống nhất với Zanzibar thành Tanzania vào năm 1964. Đội tuyển bóng đá quốc gia Zanzibar vẫn tiếp tục thi đấu nhưng không gia nhập FIFA. Là thành viên của CAF từ năm 2007-2009 và là thành viên không chính thức của NF-board.
- Tây Samoa →  Samoa vào năm 1996
- Thượng Volta →  Burkina Faso vào năm 1984
- Tiệp Khắc (1918–1939) →  Vùng bảo hộ Bohemia và Moravia vào năm 1939 →  Tiệp Khắc vào năm 1945 →  Đội đại diện người Séc và Slovak vào năm 1993
- Vương quốc của người Serb, Croat, và Slovene →  Nam Tư vào năm 1929